# Südaue
Die Südaue ist ein 16,2 km langer rechter Nebenfluss der Westaue in der Region Hannover in Niedersachsen nördlich des Deisters.

## Verlauf
Im Osten des Stadtteils Eckerde der Stadt Barsinghausen am Deister setzt die Südaue den Levester Bach am Zufluss des Stockbach bei 58 m ü. NN fort.
Die Südaue fließt in nordwestlicher Richtung durch Großgoltern, unterquert die Bundesstraße 65, fließt durch Nordgoltern und Groß Munzel, unterquert die Bundesautobahn 2, fließt weiter durch Kolenfeld, unterquert den Mittellandkanal und die Eisenbahnlinie Hannover-Minden. Bevor sie im Haster Wald die Bundesstraße 442 unterquert, gibt sie einen Teil ihres Wassers an die Alte Südaue ab.
Nördlich des Haster Waldes und östlich von Bokeloh bei Wunstorf mündet die Südaue in die Westaue auf einer Höhe von 43 m über NN.
Die Südaue führt Wasser aus dem Bereich des nördlichen Deister und des nördlichen Calenberger Landes.
Von der Mündung des Haster Bachs bis zum Haster Wald markierte das Gewässer einst die Grenze von Hannover und Kurhessen. Südlich von Düendorf liegen daher kurze Abschnitte der mittlerweile begradigten Südaue im heutigen Landkreis Schaumburg.

## Zweig Alte Südaue
Es handelt sich hierbei um den ursprünglichen Flusslauf, der im weiteren Verlauf zunächst die Innenstadt von Wunstorf durchquert und seine Wässer bei Blumenau (= bezogen auf den Lauf der Westaue damit unterhalb von Wunstorf) auf einer Höhe von 39 m über NN in die Westaue abgibt.
Diesem ursprünglichen Verlauf wurde durch den Bau einer kanalartigen Verbindung zur Westaue (mündend oberhalb von Wunstorf) im Zuge der umfangreichen Aueregulierung ein Hauptteil seiner Wassermassen entzogen. Zusammen mit weiteren wasserbaulichen Maßnahmen wurde hiermit die Gefahr von früher häufigen Hochwässern in der Innenstadt von Wunstorf gebannt.

## Nebenflüsse
- Levester Bruchgraben
- Kirchdorfer Mühlbach
- Bullerbach
- Möseke
- Reitwiesengraben
- Bantorfer Wasser
- Büntegraben
- Haster Bach
- Idenser Graben

## Wirtschaft
Im Entstehungsbereich der Südaue liegt das Grundwasserwerk Eckerde. Aus sechs Brunnenanlagen fördern die Stadtwerke Barsinghausen Trinkwasser, das bei der Aufbereitung enthärtet und mit Harz- und Deisterwasser vermischt wird.
Nördlich von Nordgoltern dient die Südaue als Vorfluter des Klärwerks Barsinghausen.

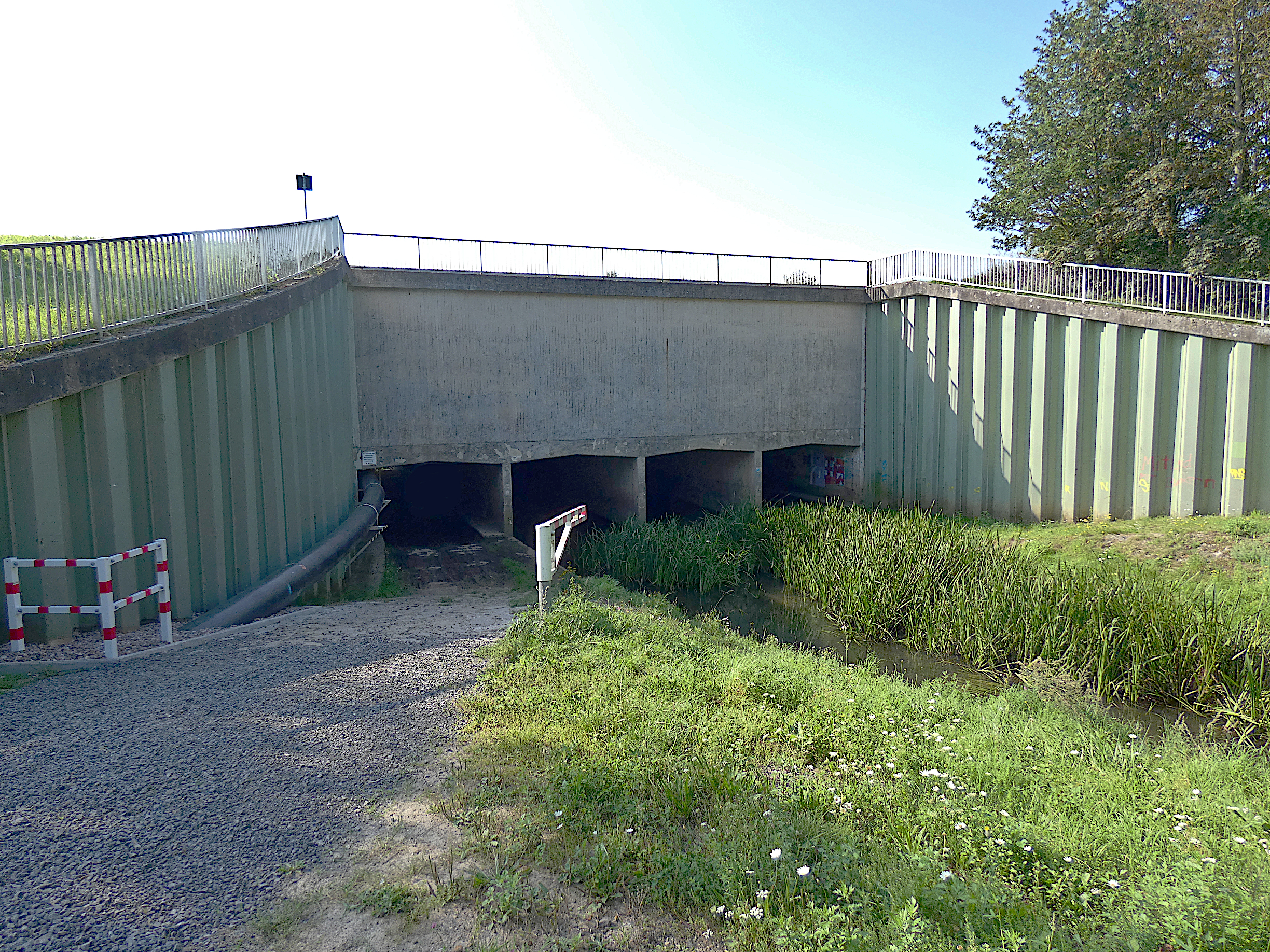
Trog des Mittellandkanals über die Südaue
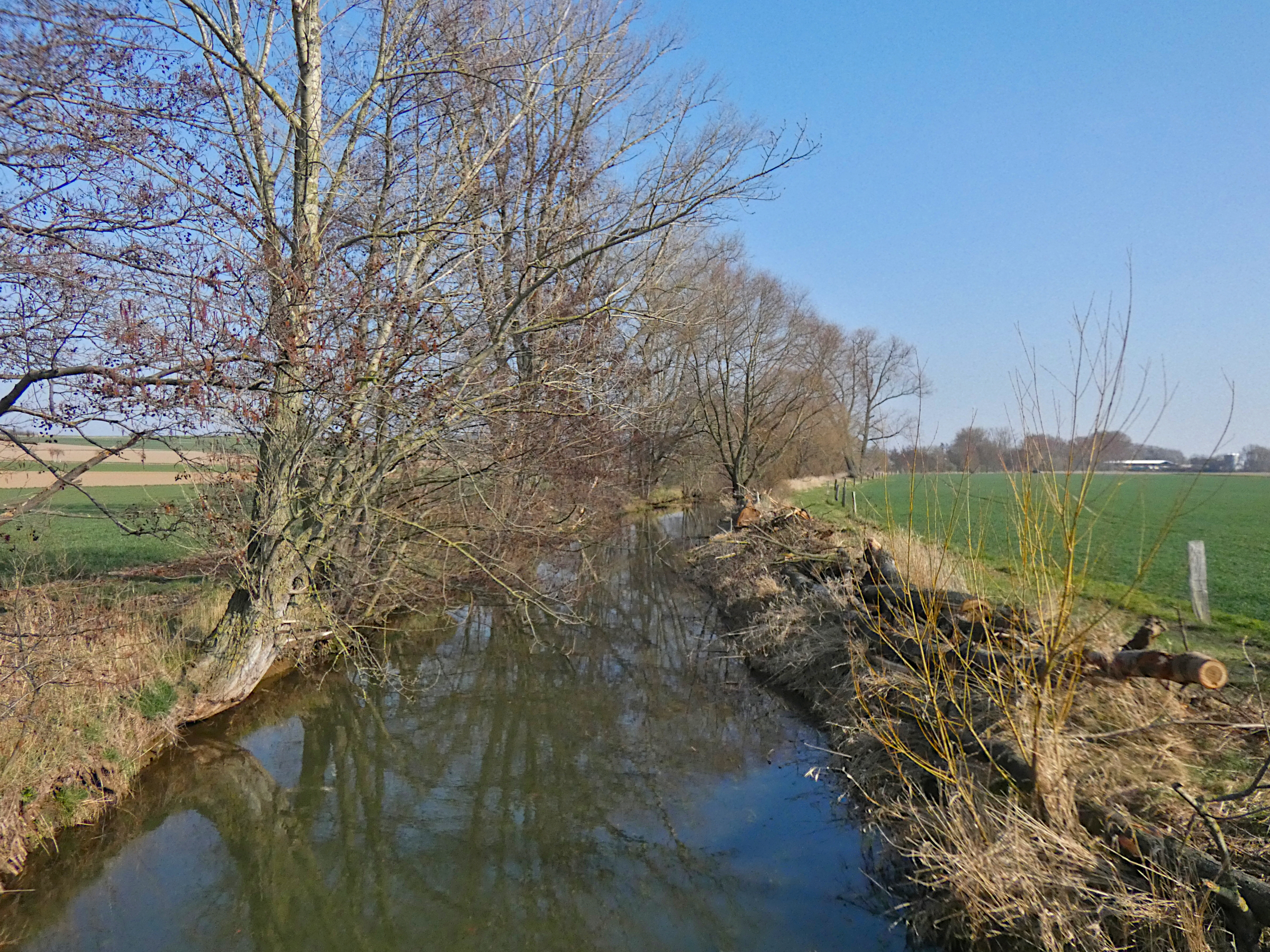
Südaue unterhalb des Klärwerks Barsinghausen